# Cacalotepec, José Joaquín de Herrera
Cacalotepec är en ort i Mexiko.   Den ligger i kommunen José Joaquín de Herrera och delstaten Guerrero, i den sydöstra delen av landet, 220 km söder om huvudstaden Mexico City. Cacalotepec ligger 1 860 meter över havet och antalet invånare är 355.
Terrängen runt Cacalotepec är kuperad norrut, men söderut är den bergig. Runt Cacalotepec är det ganska glesbefolkat, med 39 invånare per kvadratkilometer. Närmaste större samhälle är Ixcatla, 5,8 km söder om Cacalotepec. I omgivningarna runt Cacalotepec växer huvudsakligen savannskog.